# Agrilus nginni
Agrilus nginni es una especie de insecto del género Agrilus, familia Buprestidae, orden Coleoptera.
Fue descrita científicamente por Baudon, en 1968.